# الصيحة (فلم)
الصيحة (بالإنجليزية: The Shout) فيلم رعب بريطاني لعام 1978 من إخراج جيرزي سكوليموفسكي، استنادًا إلى قصة قصيرة لروبرت جريفز، ونقلها للشاشة مايكل أوستن. الفيلم هو أول إنتاج جيريمي توماس تحت شعار «شركة الصور المسجلة Recorded Picture Company».
يروي الفيلم قصة مسافر يفرض نفسه على موسيقي وزوجته في منطقة منعزلة من ديفون، ويستخدم سحر السكان الأصليين الذي تعلمه ليحل محل مضيفه. الفيلم من بطولة آلان بيتس، وسوزانا يورك، وجون هيرت. صدر الفيلم إلى دور العرض البريطانية في 1 يونيو 1978، وكان عرضه الأول في الولايات المتحدة في مهرجان نيويورك السينمائي في أكتوبر 1978.

## طاقم التمثيل
- آلان بيتس: في دور كروسلي
- سوزانا يورك: في دور راشيل فيلدينغ
- جون هيرت: في دور أنتوني فيلدينغ
- روبرت ستيفنز: في دور رئيس الأطباء
- تيم كاري: في دور روبرت جريفز
- جوليان هوغ: في دور نائب
- كارول درينكووتر: في دور زوجة
- سوزان وولدريدج: في دور هارييت
- جيم برودبنت: في دور فيلدر في كاوبات[3]

## ملخص أحداث الفيلم
يشعر كروسلي بالملل أثناء إدارته لمباراة كريكيت في مستشفى للأمراض النفسية، ويروي للزائر جريفز، قصة شخص غريب غامض (يُدعى أيضًا كروسلي) يغزو حياة ومنزل موسيقي محلي وزوجته. يدعي الغريب معرفة السحر الحقيقي الذي يستخدمه السكان الأصليين، ويمارس هذا السحر، حتى يجعل مضيفه الموسيقي يرحل، ويسيطر هو على زوجته. يجب أن يجد الموسيقي طريقة لمحاربة كروسلي وقواه التي تبدو صلبة. يشك جريفز في ادعاء كروسلي بأن القصة صحيحة، ويبدأ في الاعتقاد بأن كروسلي هو في الواقع أحد المرضى.

## استقبال الفيلم
منح موقع الطماطم الفاسدة الفيلم تقييم مقداره 87% بناء على آراء 15 ناقد سينمائي.
منح الناقد المعروف روجر إيبرت الفيلم ثلاثة نجوم من أصل أربعة، وكتب: «ما يجعل الفيلم مرعبًا هو الطريقة التي يتم بها تقديم سحر المناطق النائية بشكل طبيعي في النسيج الهادئ لحياة القرية. هناك مشاهد، على سبيل المثال، تعود فيها يورك إلى حالة السكان الأصليين وتتنقل في كل مكان من خلال مطبخها الصغير المزدحم، بحثًا عن الرجل الذي يمتلك روحها بحيازة مشبك حذائها».
كتبت مجلة تايم أوت: «الفيلم الثاني للمخرج سكوليموفسكي الذي أنتجه في بريطانيا، هو فيلم بمثابة انتصار للإنتاج المستقل، مع سيناريو مبسط بشكل مثير للإعجاب وعرض خالي من الأخطاء».
ترشح الفيلم لجائزة السعفة الذهبية في مهرجان كان السينمائي عام 1978 وحصل على الجائزة الكبرى للجنة التحكيم، في تعادل مع فيلم «الوداع يا قرد Bye Bye Monkey».

## وصلات خارجية
- مقالات تستعمل روابط فنية بلا صلة مع ويكي بيانات